# Frades (Lugo)
Frades (llamada oficialmente San Xulián de Frades) es una parroquia y una aldea española del municipio de Sarria, en la provincia de Lugo, Galicia.

## Organización territorial
La parroquia está formada por una entidad de población:
- Frades

## Demografía
Gráfica demográfica de la aldea y parroquia de Frades según el INE español:
| Gráfica de evolución demográfica de Frades entre 2000 y 2021 |
|                                                              |
| Datos según el nomenclátor publicado por el INE.             |